# Pablo Holman
Pablo Ernesto Holman Concha (Santiago de Chile, 23 de julio de 1988) es un cantante, compositor y músico chileno, miembro del grupo de pop rock chileno Kudai y la banda de metal chilena-mexicana Astro Rain.

## Biografía
Hijo del destacado bajista y compositor chileno Ernesto Holman, exintegrante del grupo Congreso y líder del grupo de etnojazz Holman Trío. 
En 1999 fue seleccionado de entre un centenar de niños para integrar un proyecto musical llamado como Ciao. En 2003, Holman y sus tres compañeros se independizan como grupo y lo renombran Kudai.
Reside en México, desde que se mudó en 2007 con sus compañeros de banda (incluyendo Gabriela Villalba). Holman conoció el país azteca por los Premios MTV 2007 y quedó maravillado.
Después que Kudai se separó en 2009, Holman decidió quedarse en México y más tarde fundó las bandas de rock mexicano-chilenas: Lillyput y el deathcore Entertain The Beast. En noviembre de 2016, se reunió en Chile con sus anteriores compañeros, la formación original, de Kudai (Nicole Natalino en vez de Villalba).
Entre los años 2014 y 2018. Holman fue integrante de las bandas de metal Entertain the Beast y From Alaska. 
Al final de 2016, Holman y el resto de los miembros originales de Kudai anuncian su retorno como banda, luego de 7 años de ausencia.
Durante los conciertos que Kudai brindó con motivo de la gira el Regreso: en Chile, Perú, Bolivia y México, durante 2017, Holman también cantó una canción de su otra banda Lillyput.
En el 2020, Holman mostró su faceta musical más orientada al Metal y la música extrema formando la banda Astro Rain en México, en la cual desempeña la labor de vocalista y bajista, lanzando su álbum debut titulado Millenia Death en agosto de ese mismo año.

## Discografía

### Álbumes de estudio (con Ciao y Kudai)
- 2002: El poder de los niños
- 2004: Vuelo
- 2006: Sobrevive
- 2008: Nadha
- 2019: Laberinto
- 2021: Revuelo

### Álbumes de estudio (con From Alaska)
- 2017: Norte

### Álbumes de estudio (con Astro Rain)
- 2020: Millenia Death

### Álbumes en vivo
- 2007: En Vivo: Desde México

### DVD
- 2005: En Vivo - Gira 2004-2005
- 2007: En Vivo: Desde México